# RW Цефея
RW Цефея (лат. RW Cephei) — звезда в созвездии Цефей, красный гипергигант. Звезда удалена от Земли на 11 500 световых лет и имеет звёздную величину +6.52, то есть её нельзя увидеть невооружённым глазом, но можно разглядеть в бинокль. Является одной из крупнейших звёзд.

## Описание
RW Цефея является полуправильной переменной звездой типа SRD спектрального класса K20-Ia. В списке крупнейших звёзд она занимает четвёртое место, после NML Лебедя, UY Щита и Stephenson 2-18, её радиус в 1535 раз превышает солнечный. Если поместить RW Цефея вместо Солнца, то её фотосфера окажется между орбитами Юпитера и Сатурна. Светимость звезды примерно в 625 000 раз больше солнечной, температура поверхности составляет 4015 Кельвин. Звезда приближается к Солнечной системе со скоростью 56 км/с. В конце жизни RW Цефея возможно, звезда станет гиперновой, и её ядро сколлапсируется в чёрную дыру.